# Maria Rosetti Roznovanu
Maria Rosetti Roznovanu, född 1815, död 1899, var en rumänsk feminist.  
Under självständighetskriget 1877–1878 skapades kvinnokommittéer i alla rumänska provinser för att engagera kvinnor i krigsansträngningen och ta hand om sårade soldater och krigsföräldralösa barn, koordinerade av den centrala kvinnokommittén, baserad i Iași, ledd av Maria Rosetti Roznovanu. Kvinnokomitténs centralorganisation kom att organisera kvinnorörelsen och kampanja för ärenden som kvinnors rösträtt.